# 王璽尚書
王璽尚書（おうじしょうしょ、Lord Keeper of the Privy Seal、単にLord Privy Sealとも）は、イングランド王国政府の、そして1707年以降のイギリス政府の伝統的官職である。国王の御璽の管理、およびそれに関連する行政事務を司る。現在はイギリスの内閣の閣僚である。

## 概要
元来は「Privy Seal」の名前のとおり、君主の私的な印章を管理する役職であった。これに対し、1873年までは国璽（The Great Seal of State）は大法官が兼任する国璽尚書が管理していた。1873年に国璽尚書が廃止され、王璽尚書が王璽と国璽の両方を管理することとなった。
現在の王璽尚書は、イギリス政府で最も古い役職の1つではあり、国務大官（Great Officer of State）としての序列は「大家令」、「大法官（Lord High Chancellor）」、「大蔵卿（Lord High Treasurer）」、「枢密院議長（Lord President of the Council）」に次ぐ5番目の序列をもっている。しかし実務上の職責を持っておらず、事実上の無任所大臣であるため重要なポストとみなされないこともある。また、この役職は貴族院の議員資格を与えないため、1951年に健康状態の悪化から外相を退任して王璽尚書に就くことになったアーネスト・ベヴィンは「王璽尚書（Lord Privy Seal）は、貴族（Lord）でも枢密院（Privy）でもなければアザラシ（seal）でもない（the office holder is neither a lord, nor a privy, nor a seal.）」と述べたと言われる。
マーガレット・サッチャー首相の任期の終わり頃から、王璽尚書はしばしば貴族院議長か庶民院議長が任命されている。2003年からは、庶民院院内総務との兼任が慣例となり、2014年からは貴族院院内総務が兼任している。

## 王璽尚書の一覧
- ウィリアム・メルトン（英語版） (1307-1312)
- ロジャー・ノースバーグ（英語版） (1312-1316)
- トマス・チャールトン (ヘレフォード司教)（英語版） (1316-1320)
- ロバート・バルドック（英語版） (1320-1323)
- ロバート・ウッドハウス (1346年没)（英語版） (1323)
- ロバート・アイルストーン（英語版） (1323-1324)
- リチャード・エアマイン（英語版） (1324-1325)
- ヘンリー・クリス（英語版） (1325)
- ウィリアム・ヘラーストン（英語版） (1325-1326)
- ロバート・ウェイベル（英語版） (1326-1327)
- リチャード・エアマイン（英語版） (1327-1328)
- リンベージュのアダム（英語版） (1328-1329)
- ベリーのリチャード（英語版） (ダラム司教)(1329-1334)
- ロバート・アイルストーン（英語版） (1334)
- ロバート・タウトン（英語版） (1334-1335)
- ウィリアム・ズーシュ (ヨーク大主教)（英語版） (1335-1337)
- ウェントワースのリチャード（英語版） (1337-1338)
- ウィリアム・キルスビー（英語版） (1338-1342)
- ジョン・オフォード（英語版） (1342-1344)
- トマス・ハットフィールド（英語版） (1344-1345)
- ジョン・オブ・ソアーズビー（英語版） (1345-1347)
- カンタベリー大主教サイモン・アイスリップ（英語版） (1347-1350)
- マイケル・ノースバーグ（英語版） (1350-1354)
- トマス・ブランバー（英語版） (1354-1355)
- ジョン・ウィンウィック（英語版） (1355-1360)
- ジョン・バッキンガム (リンカーン司教)（英語版） (1360-1363)
- ウィカムのウィリアム (1363-1367)
- ピーター・レイシー（英語版） (1367-1371)
- ニコラス・カルー（英語版） (1371-1377)
- ジョン・フォーダム (イーリー司教)（英語版） (1377-1381)
- ウィリアム・ダイトン（英語版） (1381-1382)
- ウォルター・スカーロー（英語版） (ダラム司教)(1382-1386)
- ジョン・ウォルサム (ソールズベリー主教)（英語版） (1386-1389)
- エドムンド・スタッフォード (エクセター司教)（英語版） (1389-1396)
- ガイ・モネ（英語版） (1396-1397)
- リチャード・クリフォード (ロンドン司教)（英語版） (1397-1401)
- トマス・ラングレー（英語版） (1401-1405)
- ニコラス・バブウィズ（英語版） (1405-1406)
- ジョン・プロフェット（英語版） (1406-1415)
- ジョン・ウォーカリング（英語版）(ノーウィッチ司教)  (1415-1416)
- ヘンリー・ウェア（英語版）(チチェスター司教) (1416-1418)
- ジョン・ケンプ (ロチェスター司教)（英語版） (ロチェスター司教)(1418-1412)
- ジョン・スタッフォード（英語版） (1421-1422)
- ウィリアム・アルンウィック（英語版） (ノリッジ司教) (1422-1432)
- ウィリアム・リンドウッド（英語版）(セントデービス司教) (1432-1443)
- トーマス・ベッキントン（英語版） (バス司教) (1443-1444)
- アダム・モーリンズ（英語版）(チチェスター司教) (1444-1450)
- アンドリュー・ホールズ（英語版） (1450-1452)
- トーマス・リシュー（英語版） (1452-1456)
- ローレンス・ブース（英語版） (ダラム司教)(1456-1460)
- ロバート・スティリントン（英語版） (バス司教)(1460-1467)
- トマス・ロザハム（英語版）(ロチェスター司教) (1467-1470)
- ジョン・ヘイルズ（英語版） (リッチフィールド司教)(1470-1471)
- トマス・ロザハム（英語版）(ロチェスター司教) (1471-1474)
- ジョン・ラッセル (司教)（英語版）(ロチェスター司教) (1473-1483)
- ジョン・ガンソープ（英語版） (1483-1485)
- ピーター・コートネイ（英語版）(エクスター司教)| (1485-1487)
- リチャード・フォックス (ウィンチェスター司教)（英語版） (1487-1516)
- トマス・ルソール（英語版）(ダラム司教) (1516-1523)
- ヘンリー・マーニー (初代マーニー男爵)（英語版） (1523)
- カスバート・タンストール（英語版）(ロンドン司教) (1523-1530)
- トマス・ブーリン (初代ウィルトシャー伯爵) (1530-1536)
- トマス・クロムウェル (初代エセックス伯爵) (1536-1540)
- ウィリアム・フィッツウィリアム (初代サウサンプトン伯) (1540-1542)
- ジョン・ラッセル (初代ベッドフォード伯爵) (1542-1555)
- ウィリアム・パジェット (初代パジェット男爵) (1555-1558)
- ウィリアム・セシル (初代バーリー男爵) (1571-1572)
- ウィリアム・ハワード (エフィンガムの初代ハワード男爵) (1572-1573)
- サー・トーマス・スミス (1573-1576)
- フランシス・ウォルシンガム (1576-1590)
- ウィリアム・セシル (初代バーリー男爵) (1590-1598)
- ロバート・セシル (初代ソールズベリー伯) (1598-1608)
- ヘンリー・ハワード (初代ノーサンプトン伯) (1608-1614)
- ロバート・カー (初代サマセット伯) (1614-1616)
- エドワード・サマセット (第4代ウスター伯) (1616-1625)
- サー・ジョン・コーク (1625-1628)
- ロバート・ナントン（英語版） (1628)
- ヘンリー・モンタギュー (初代マンチェスター伯爵) (1628-1642)
- ルーシャス・ケアリー (第2代フォークランド子爵) (1643)
- サー・エドワード・ニコラス (1643-1644)
- ヘンリー・バウチャー (第5代バース伯爵) (1644-1654)
- ジョン・ロバーツ (第2代ロバーツ男爵) (1661-1673)
- アーサー・アンズリー (初代アングルシー伯爵) (1673-1682)
- ジョージ・サヴィル (初代ハリファックス侯) (1682-1685)
- ヘンリー・ハイド (第2代クラレンドン伯爵) (1685-1687)
- ヘンリー・アランデル (第3代ウォードーのアランデル男爵) (1687-1688)
- ジョージ・サヴィル (初代ハリファックス侯) (1689-1690)
- 委員会制 1690-1692
- トマス・ハーバート (第8代ペンブルック伯爵) (1692-1699)
- ジョン・ラウザー (初代ロンズデール子爵) (1699-1700)
- フォード・グレイ (初代タンカーヴィル伯爵) (1700-1701)
- 委員会制 1701-1702
- ジョン・シェフィールド (初代バッキンガム＝ノーマンビー公) (1702-1705)
- ジョン・ホリス (初代ニューカッスル公爵) (1705-1711)
- ブリストル主教ジョン・ロビンソン (1711-1713)
- ウィリアム・レッグ (初代ダートマス伯爵) (1713-1714)
- トマス・ウォートン (初代ウォートン侯) (1714-1715)
- 委員会制 1715
- チャールズ・スペンサー (第3代サンダーランド伯) (1715-1716)
- エヴリン・ピアポント (初代キングストン＝アポン＝ハル公爵) (1716-1718)
- ヘンリー・グレイ (初代ケント公爵) (1718-1719)
- エヴリン・ピアポント (初代キングストン＝アポン＝ハル公爵) (1720-1726)
- トマス・トレヴァー (初代トレヴァー男爵) (1726-1730)
- スペンサー・コンプトン (初代ウィルミントン伯爵) (1730-1731)
- 委員会制 1731
- ウィリアム・キャヴェンディッシュ (第3代デヴォンシャー公爵) (1731-1733)
- ヘンリー・ラウザー (第3代ロンズデール子爵) (1733-1735)
- フランシス・ゴドルフィン (第2代ゴドルフィン伯爵) (1735-1740)
- ジョン・ハーヴィー (第2代ハーヴィー男爵) (1740-1742)
- 第2代ゴア男爵ジョン・ルーソン＝ゴア (1742-1743)
- ジョージ・チャムリー (第3代チャムリー伯爵) (1743-1744)
- ジョン・ルーソン＝ゴア (初代ゴア伯爵) (1744-1755)
- チャールズ・スペンサー (第3代マールバラ公) (1755)
- 第2代ゴア伯爵グランヴィル・ルーソン＝ゴア (1755-1757)
- リチャード・グレンヴィル＝テンプル (第2代テンプル伯爵) (1757-1761)
- 委員会制 1761
- ジョン・ラッセル (第4代ベッドフォード公) (1761-1763)
- ジョージ・スペンサー (第4代マールバラ公) (1763-1765)
- トマス・ペラム＝ホリス (初代ニューカッスル公爵) (1765-1766)
- ウィリアム・ピット (初代チャタム伯爵) (1766-1768)
- ジョージ・ハーヴィー (第2代ブリストル伯爵) (1768-1770)
- ジョージ・モンタギュー＝ダンク (第2代ハリファックス伯爵) (1770-1771)
- ヘンリー・ハワード (第12代サフォーク伯爵) (1771)
- オーガスタス・フィッツロイ (第3代グラフトン公) (1771-1775)
- ウィリアム・レッグ (第2代ダートマス伯爵) (1775-1782)
- オーガスタス・フィッツロイ (第3代グラフトン公) (1782-1783)
- フレデリック・ハワード (第5代カーライル伯爵) (1783)
- チャールズ・マナーズ (第4代ラトランド公爵) (1783-1784)
- 委員会制 1784
- グランヴィル・ルーソン＝ゴア (初代スタッフォード侯爵) (1784-1794)
- ジョージ・スペンサー (第2代スペンサー伯爵) (1794)
- ジョン・ピット (第2代チャタム伯爵) (1794-1798)
- ジョン・フェイン (第10代ウェストモーランド伯爵) (1798-1806)
- ヘンリー・アディントン (初代シドマス子爵) (1806)
- ヘンリー・ヴァサル＝フォックス (第3代ホランド男爵) (1806-1807)
- ジョン・フェイン (第10代ウェストモーランド伯爵) (1807-1827)
- ウィリアム・キャヴェンディッシュ＝スコット＝ベンティンク (第4代ポートランド公爵) (1827)
- ジョージ・ハワード (第6代カーライル伯爵) (1827-1828)
- エドワード・ロウ (初代エレンボロー伯爵) (1828-1829)
- ジェームズ・セントクレア＝アースキン (第2代ロスリン伯爵) (1829-1830)
- ジョン・ラムトン (初代ダラム伯爵) (1830-1833)
- フレデリック・ジョン・ロビンソン, 初代リポン伯 (1833-1834)
- ジョージ・ハワード (第6代カーライル伯爵) (1834)
- コンスタンティン・フィップス, 第2代マルグレイヴ伯爵 (1834)
- ジェームズ・ステュアート＝ウォートリー (初代ウォーンクリフ男爵)（1834-1835)
- ジョン・ポンソンビー (第4代ベスボロー伯爵) (1835-1840)
- ジョージ・ヴィリアーズ (第4代クラレンドン伯爵) (1840-1841)
- リチャード・テンプル＝ニュージェント＝ブリッジズ＝シャンドス＝グレンヴィル (第2代バッキンガム＝シャンドス公爵) (1841-1842)
- ウォルター・モンタギュー・ダグラス・スコット (第5代バクルー公爵) (1842-1846)
- トマス・ハミルトン (第9代ハディントン伯爵) (1846)
- ギルバート・エリオット＝マーレイ＝キニンマウンド (第2代ミントー伯爵) (1846-1852)
- ジェイムズ・ガスコイン＝セシル (第2代ソールズベリー侯爵) (1852)
- ジョージ・キャンベル (第8代アーガイル公爵) (1853-1855)
- ダドリー・ライダー (第2代ハロービー伯爵) (1855-1858)
- ユリック・ド・バーグ (初代クランリカード侯爵) (1858)
- チャールズ・フィリップ・ヨーク (第4代ハードウィック伯爵) (1858-1859)
- ジョージ・キャンベル (第8代アーガイル公爵) (1859-1866)
- ジェイムズ・ハリス (第3代マームズベリー伯爵) (1866-1868)
- ジョン・ウッドハウス (初代キンバリー伯爵) (1868-1870)
- チャールズ・ウッド (初代ハリファックス子爵) (1870-1874)
- ジェイムズ・ハリス (第3代マームズベリー伯爵) (1874-1876)
- ベンジャミン・ディズレーリ, 初代ビーコンズフィールド伯爵 (1876-1878)
- アルジャーノン・パーシー (第6代ノーサンバーランド公爵) (1878-1880)
- ジョージ・キャンベル (第8代アーガイル公爵) (1880-1881)
- チチェスター・パーキンソン＝フォーテスキュー (初代カーリングフォード男爵) (1881-1885)
- アーチボルド・プリムローズ (第5代ローズベリー伯) (1885)
- ダドリー・ライダー (第3代ハロービー伯爵) (1885-1886)
- ウィリアム・グラッドストン (1886)
- ジョージ・ヘンリー・カドガン (第5代カドガン伯爵) (1886-1892)
- ウィリアム・グラッドストン (1892-1894)
- エドワード・マーシュバンクス (第2代ツィードマウス男爵) (1894-1895)
- リチャード・クロス (初代クロス子爵) (1895-1900)
- ロバート・ガスコイン＝セシル (第3代ソールズベリー侯) (1900-1902)
- アーサー・バルフォア (1902-1903)
- ジェイムズ・ガスコイン＝セシル (第4代ソールズベリー侯爵) (1903-1905)
- ジョージ・ロビンソン (初代リポン侯爵) (1905-1908)
- 初代クルー伯爵ロバート・クルー＝ミルンズ (1908-1911)
- ロバート・ウィン＝キャリントン (初代リンカンシャー侯爵) (1911-1912)
- ロバート・クルー＝ミルンズ (初代クルー侯爵) (1912-1915)
- ジョージ・カーゾン (初代カーゾン・オヴ・ケドルストン侯爵) (1915-1916)
- デイヴィッド・リンゼイ (第27代クロフォード伯爵) (1916-1919)
- アンドルー・ボナー・ロー (1919-1921)
- オースティン・チェンバレン (1921-1922)
- ロバート・セシル (初代セシル・オブ・チェルウッド子爵) (1922-1924)
- ジョン・ロバート・クラインス (1924)
- ジェイムズ・ガスコイン＝セシル (第4代ソールズベリー侯爵) (1924-1929)
- ジェイムズ・ヘンリー・トマス (1929-1930)
- ヴァーノン・ハーツホーン (1930-1931)
- トマス・ジョンストン (1931)
- ウィリアム・ウェルズリー・ピール, 初代ピール伯 (1931)
- フィリップ・スノードン (初代スノードン子爵) (1931-1932)
- スタンリー・ボールドウィン (1932-1934)
- アンソニー・イーデン (1934-1935)
- チャールズ・ヴェイン＝テンペスト＝ステュワート (第7代ロンドンデリー侯爵) (1935)
- エドワード・ウッド (初代ハリファックス伯爵) (1935-1937)
- ハーブランド・サックヴィル (第9代デ・ラ・ウェア伯爵) (1937-1938)
- サー・ジョン・アンダーソン（英語版） (1938-1939)
- サミュエル・ホーア (初代テンプルウッド子爵)（英語版） (1939-1940)
- サー・キングズリー・ウッド (1940)
- クレメント・アトリー (1940-1942)
- サー・スタッフォード・クリップス (1942)
- クランボーン子爵ロバート・ガスコイン＝セシル (1942-1943)
- ウィリアム・マクスウェル・エイトケン (初代ビーヴァーブルック男爵) (1943-1945)
- アーサー・グリーンウッド (1945-1947)
- フィリップ・インマン (初代インマン男爵) (1947)
- クリストファー・アディソン (初代アディソン子爵) (1947-1951)
- アーネスト・べヴィン (1951)
- リチャード・ストークス (1951)
- ロバート・ガスコイン＝セシル (第5代ソールズベリー侯爵) (1951-1952)
- ハリー・クルックシャンク (1952-1955)
- ラブ・バトラー (1955-1959)
- 第2代ヘイルシャム子爵クィンティン・ホッグ (1959-1960)
- エドワード・ヒース (1960-1963)
- セルウィン・ロイド（英語版） (1963-1964)
- フランシス・パケナム (第7代ロングフォード伯爵) (1964-1965)
- フランク・ソスキス（英語版） (1965-1966)
- フランシス・パケナム (第7代ロングフォード伯爵) (1966-1968)
- シャクルトン男爵エドワード・シャクルトン (1968)
- フレッド・ピート (初代ピート男爵)（英語版） (1968)
- シャクルトン男爵エドワード・シャクルトン (1968-1970)
- ジョージ・ジェリコー (第2代ジェリコー伯爵) (1970-1973)
- デイヴィッド・ヘネシー (第3代ウィンドルシャム男爵) (1973-1974)
- マルコム・シェパード (第2代シェパード男爵) (1974-1976)
- フレッド・ピート (初代ピート男爵)（英語版） (1976-1979)
- イアン・ギルモア（英語版） (1979-1981)
- ハンフリー・アトキンス (1981-1982)
- ジャネット・ヤング (初代ヤング女男爵)（英語版） (1982-1983)
- ジョン・ビッフェン（英語版） (1983-1987)
- ジョン・ウェイカム (初代ウェイカム男爵)（英語版）(1987-1988)
- ジョン・ガンゾニー (第2代ベルステッド男爵)（英語版） (1988-1990)
- デイヴィッド・ワディントン（英語版） (1990-1992)
- ジョン・ウェイカム (初代ウェイカム男爵)（英語版） (1992-1994)
- クランボーン子爵ロバート・ガスコイン＝セシル (1994-1997)
- アイバー・リチャード (初代リチャード男爵)（英語版） (1997-1998)
- マーガレット・ジェイ (パディントンのジェイ女男爵)（英語版） (1998-2001)
- ガレス・ウィリアムズ(初代モスティンのウィリアムズ男爵) (2001-2003)
- ピーター・ヘイン (2003-2005)
- ジェフ・フーン (2005-2006)
- ジャック・ストロー (2006-2007)
- ハリエット・ハーマン (2007-2010)
- ジョージ・ヤング (2010-2012)
- アンドルー・ランスリー (2012-2014)
- ティナ・ストーウェル (初代ビーストンのストーウェル女男爵)（英語版） (2014-2016)
- ナタリー・エヴァンス (2016-2022)
- ニコラス・トゥルー (トゥルー男爵)（英語版）  (2022-2024)
- アンジェラ・スミス (2024-)